# Slowakische Akademie der Wissenschaften

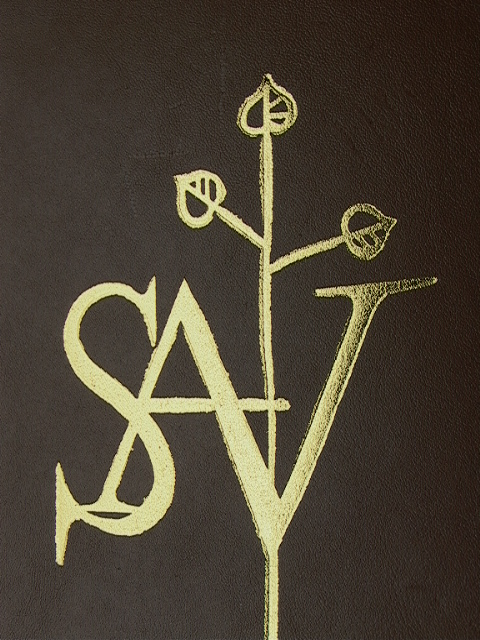
Slowakische Akademie der Wissenschaften (SAV)

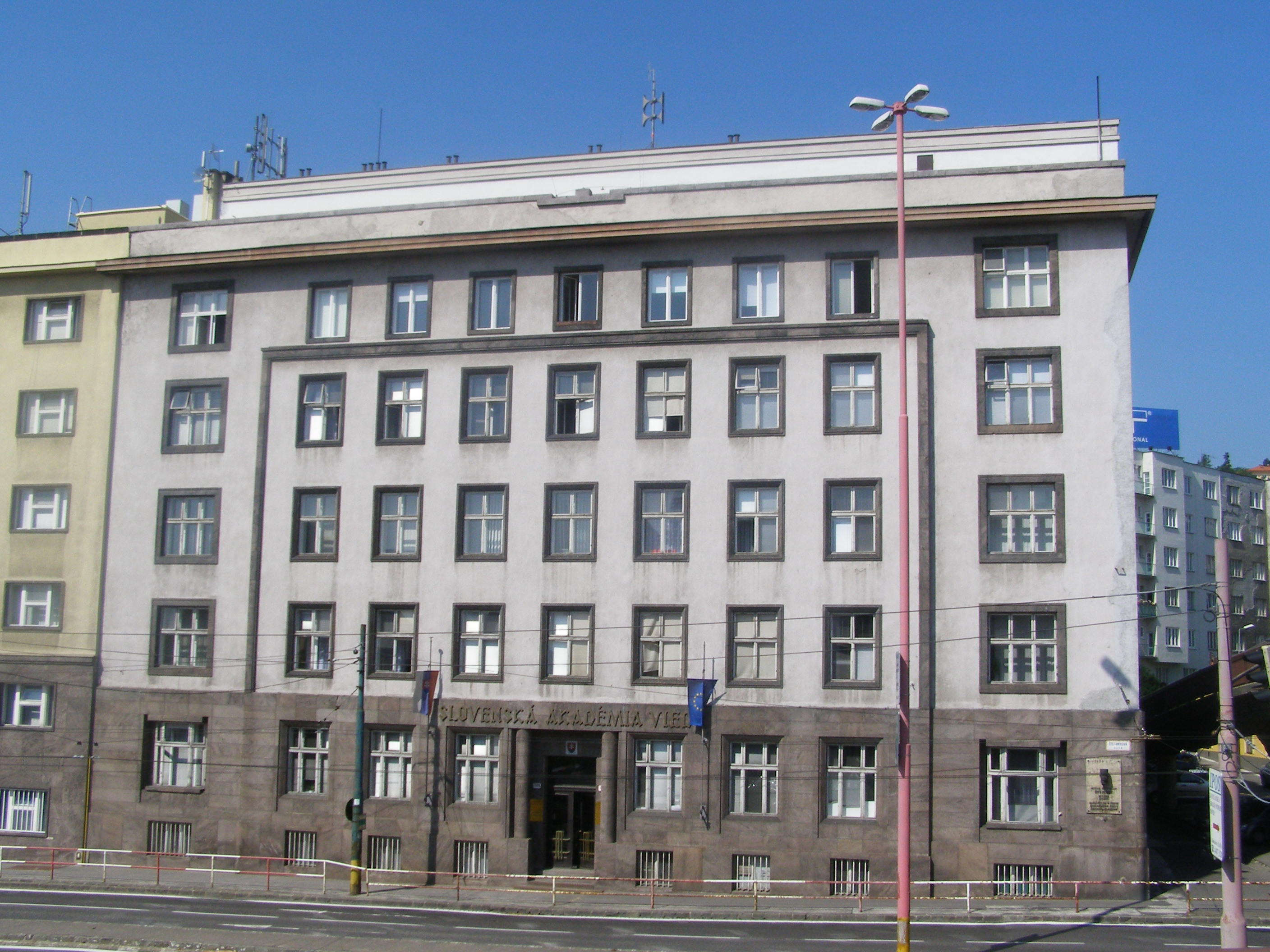
Sitz der Slowakischen Akademie der Wissenschaften.

Die Slowakische Akademie der Wissenschaften (abgekürzt SAV), slowakisch: Slovenská akadémia vied, ist die Akademie der Wissenschaften (höchste wissenschaftliche Institution) der Slowakei.

## Geschichte
1942 wurde im damaligen Slowakischen Staat die Slowakische Akademie der Wissenschaften und Künste (SAVU) als die zentrale wissenschaftliche Organisation der Slowakei gegründet. Sie war in erster Linie Nachfolgerin der 1939 gegründeten Slowakischen gelehrten Gesellschaft (Slovenská učená spoločnosť), die wiederum Nachfolgerin der 1926 gegründeten Šafárik'schen Gelehrten Gesellschaft (Učená spoločnosť Šafárikova) war. Die Stellung der SAVU wurde 1946, als die Tschechoslowakei nach dem Zweiten Weltkrieg wiederhergestellt worden war, auf die einer „wissenschaftlichen Gesellschaft“ degradiert.
1953 wurde sie schließlich zur Gänze reformiert und in die Slowakische Akademie der Wissenschaften (SAV) umbenannt. Seit 1960 war sie formal der Tschechoslowakischen Akademie der Wissenschaften unterstellt. Seit der Auflösung der Tschechoslowakischen Akademie der Wissenschaften 1992 ist sie auch formal wieder eine eigenständige Institution.
Im Juli 2010 brannte das Virologische Institut in Bratislava aus, so dass große Teile der biologischen Sammlung in den Kühlkammern vernichtet wurden.

## Träger der Jan Jessenius Goldmedaille
Die Slowakische Akademie der Wissenschaften verleiht die nach Jan Jessenius benannte Jan-Jessenius-Goldmedaille an verdiente Wissenschaftler.
- 1970: Nikolos Muschelischwili
- 21. April 1995: Dietrich Falke

## Träger der Ľudovít-Štúr-Goldmedaille
Die nach Ľudovít Štúr benannte Goldmedaille ist die höchste Auszeichnung, die die Akademie vergibt.
- 1980: Bohuslav Cambel, slowakischer Geologe[2]
- 1999: Jan Lichardus, slowakisch-deutscher Prähistoriker[3]
- 2001: Ilpo Tapani Piirainen, finnischer Germanist[4]